# تصحيح فيبوناتشي

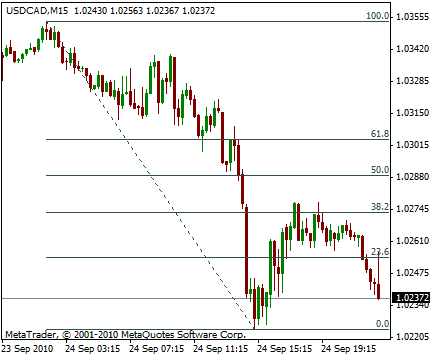
مستويات تصحيح فيبوناتشي على زوج العملات دولار أمريكي/دولار كندي. في هذه الحالة، أختبرالسعر مستوى 38.2٪ ثم تابع الهبوط.

في التمويل والأسواق المالية يعد تصحيح فيبوناتشي أو ارتداد فيبوناتشي[بحاجة لمصدر] طريقة للتحليل الفني لتحديد مستويات الدعم والمقاومة. ويرجع سبب التسمية إلى استخدامها متسلسلة فيبوناتشي. ويستند تصحيح فيبوناتشي على فكرة أن الأسواق سوف تتحرك حركة تصحيحية يمكن التنبؤ بها بهذه الطريقة، وبعد ذلك سوف تستمر في التحرك في إتجاهها الأصلي.
يتم استخدام تصحيح فيبوناتشي من خلال إخذ نقطتان من النقاط المتطرفة على الرسم البياني وتُقسَّم المسافة العمودية من خلال نسب فيبوناتشي الرئيسية. (صفر بالمائة 0.0٪) تعتبر بداية الارتداد، في حين أن (مائة بالمائة 100.0٪) هي انعكاس كامل للجزء الأصلي من هذه الخطوة. وبمجرد تحديد هذه المستويات، يتم رسم خطوط أفقية واستخدامها لتحديد مستويات الدعم والمقاومة المحتملة.
غالبا ما تستخدم نسبة تصحيح فيبوناتشي 0.618 من قبل محللي الأسهم على اعتبار أنها نسبة ذهبية.

## روابط خارجية
- نسب تصحيحات فيبوناتشي السعرية (Fibonacci Price Retracement)
- تعرف على مستويات تصحيح الفيبوناتشى